# 기욤 패트리
기욤 패트리(프랑스어: Guillaume Patry, 1982년 6월 19일 ~ )는 캐나다 퀘벡 출신의 전직 스타크래프트 프로게이머로, 대한민국에서 활동중인 방송인 및 회사원이다.

## 개요
1998년~2000년 스타크래프트 프로 게임리그 초창기를 평정한 외국인 출신 프로게이머로 널리 알려져 있다. 오랜 대한민국 체류 생활로 한국어를 자유롭게 구사할 수 있으며 2017년 기준으로, JTBC 《비정상회담》에 출연하는 등 방송인으로 활동하고 있다.

## 선수 이력
프로게이머 시절 AMD 드림팀와 헥사트론 드림팀(구 이스트로) 소속이었다. 스타크래프트 프로게이머로서 종족은 초창기 저그 중심 랜덤을 사용했다가, 이후 프로토스 위주로 바뀌었다. X~ds-grrr...라는 아이디를 사용했으며, 대한민국 출신 프로게이머에 비해 느린 손과 낮은 컨트롤 실력에도 불구하고 기발한 전략과 철저한 상대 분석으로 스타크래프트 프로게임 초창기(1998~2000년)를 평정했다. 그리하여 대한민국에서 '세계 최강'이라는 별명을 얻으며 가장 성공한 외국인 프로게이머로 평가받았다. 2000년 2월부터 대한민국에서 프로게이머 활동을 시작한 기욤은 2000년 하나로통신배 투니버스 스타리그에서 우승하는 등 명성에 걸맞은 활약을 보였다. 포모스의 보도에 따르면 기욤은 온게임넷 스타리그 초대 우승자이지만, 온게임넷에서 공식적으로 인정한 사실인지 확인되지 않았었다. 한참 뒤에 온게임넷에서 이제동을 7대 로열로더로 칭하면서 온게임넷 스타리그 초대 로열로더로 등극했다. 그 이후 2001년 2월부터 기량저하를 겪으며 점차 하락하였고, 결국 2004년 7월에 은퇴하였다.

### 1998년
초창기인 1998년 스타크래프트 오리지널 3 시즌부터 뛰어난 게이머로서 명성을 떨쳤다. 이 때부터 각종 세계 대회를 휩쓸었는데, 당시 종족인 저그로 즐겨 사용하던 전략인 히드라리스크 웨이브로 연전 연승을 거두며 배틀넷에서 최강자로 군림하였다. 그러나 기욤 외에도 당시 스타 세계 최강으로 손꼽히던 게이머로 슈팅 리버 전략을 즐겨 사용하던 톰 캐드웰(Zealias)이 있었고, 곧 둘의 최강 대결이 성사되었다. 이 대결에서 기욤은 히드라 웨이브로 압승을 거두며 1998년 스타계의 유일한 최강자가 되었다.

### 1999년
브루드워가 나오면서 기욤은 저그에서 랜덤으로 전환하였다. 당시에는 한국에도 스타크래프트가 널리 퍼지면서 한국인 게이머들이 대거 배틀넷 상위권에 진출하였다. 한국인 게이머들은 특유의 빠른 손놀림과 컨트롤로 타국적 게이머들을 압도했는데, 한 조사에 따르면 당시 배틀넷 래더 상위 100위 안의 한국인 게이머가 64명에 달할 정도였다. 이 와중에도 기욤은 99년 블리자드 브루드 워 레더 토너먼트 시즌1에서 4개월 이상 최장기간 래더 1위자리를 지키면서 세계 최강임을 다시 입증했으나 본선 토너먼트에서는 16강 탈락, 시즌2에서는 어뷰져 유저들에게 밀려 아예 순위권에 조차 들지 못하였다. 기욤 패트리의 탈락사건은 그동안 논쟁이 있어왔던 레더 토너먼트의 어뷰저 논란이 수면위로 부상하기 시작하였고 이 과정에서 시즌2의 우승자 이기석이 어뷰저라는 사실이 밝혀지면서 래더 토너먼트에 대한 불신과 논란이 한층 가열되었다. 이 사건 이후 블리자드는 레더 토너먼트를 즉시 종료하였으며 최후로 진정한 세계최강을 가리는 월드 챔피언 십을 개최하였다. 기욤은 결승에서 한국의 김창선(前 온게임넷 해설)을 상대로 3:0 완승을 거두며 블리자드가 인증한 유일한 세계최강의 자리에 등극한다. 그동안 세계각지의 대회를 우승하였음에도 정작 블리자드 레더 본선 토너먼트에서만 약한 모습을 보이던 기욤패트리는 최후의 대회에서 우승하여 그 한을 풀게된다. 이 밖에도 PGL, 파리오픈등을 우승하면서 세계대회를 석권한다.

### 2000년
2000년에 접어들자마자 스타크래프트의 인기는 세계적으로 식어가기 시작했다. 이에 기욤은 지속적인 게이머 생활을 위해 여전히 스타크래프트가 인기를 끌고 있었던 한국으로 들어왔다. 이전에도 몇몇 외국인 선수들이 스타크래프트의 인기가 떨어진 자국을 떠나 한국에 들어온 후 몇몇 대회에 참여하긴 했으나, 대부분 조기탈락하며 고배를 마셨다. 그 예로 1999년 프로게이머 코리아 오픈에 출전했던 스웨덴 출신의 세계적인 프로게이머 빅터 마틴은 1라운드에서 3패 탈락하였다. 그러나 기욤은 그들과 달리 기발한 전략과 뛰어난 실력을 어김없이 보여주었다. 대표적인 예로 2000년 하나로통신배 투니버스 스타리그에서 기욤은 전 시즌 준우승자였던 국기봉을 상대로 러커에 옵티컬 플레어를 사용하는 전략으로 승리하여 사람들을 놀라게 했다. 결국 이 대회에서 우승하며 대한민국 국적이 아닌 선수로서는 유일하게 스타리그를 우승하였다. 그러나 하나로통신배에 이어 개최된 프리챌배 온게임넷 스타리그에서는 박찬문, 김완철에게 일격을 당하며 8강 탈락, 최강의 입지가 흔들리는 듯 했다. 그러나 2000년 말 치러진 온게임넷 스타크래프트 Final 2000에서 다시 한번 우승하며 최강의 게이머임을 재입증하였다.

### 쇠퇴와 은퇴
그의 쇠퇴기는 2001년 들어선 직후 시작되었다. 온게임넷 스타크래프트 Final 2000에서 우승하며 2000년을 자신의 해로 만든 기욤은 2001년 한빛소프트배 온게임넷 스타리그에서도 많은 사람의 기대를 한몸에 받고 있었고, 여전히 최강자로 인정받으며 우승후보 0순위에 올라 있었다. 그러나 당시 또 하나의 강자로 떠오르던 선수로 임요환이 있었고, 그와 기욤의 대결을 많은 사람들은 기대하고 있었다. 그러나 기욤은 이 대회 첫 경기에서부터 장진남에게 완패하며 불안한 모습을 보여주더니, 결국 4강에서 다시 장진남을 만나 2:0으로 완패, 결국 3전 전패를 당하며 결승 진출이 좌절되었다. 그와 임요환의 대결을 기대한 많은 사람들의 성원으로 대회 폐막 후 임요환과 기욤의 경기가 성사되었으나, 3:0으로 허무하게 패했고 이렇게 해서 기욤의 시대는 막을 내렸다. 이후에도 계속해서 프로게이머로써 활동하며 활약을 했으나, 과거의 지위를 회복하지는 못했고, 2002년 들어 급격한 기량저하를 겪기 시작했다. 2003년에 WCG 2003 그랜드파이널에서 3위를 차지했지만 2004년부터는 연전연패를 당했으며, 결국 기욤은 그 해 여름 완전히 은퇴하였다.
2014년 7월 7일에 시작된 비정상회담을 필두로 국내외 팬들에게 친근하게 다가가는 행보를 보이고 있다.

## 은퇴 후 행보
기욤은 스타크래프트 초창기에 활약한 1세대 프로게이머로서 결과적으로 볼 때 일각에서는 0대 본좌라 평가할 정도로 뛰어난 활약을 펼치며 한 시대를 풍미하였다. 같은 비한국인 선수인 베르트랑 그로스펠리에과 함께 쟁쟁한 한국인 선수들을 상대로 활동하였으나, 비슷한 시기에 은퇴하였고, 이후 베르트랑과 함께 전문 갬블러로 활약 중이다. 최근 포모스의 보도에 따르면, 평범한 회사원으로 살고 있다. 2008년 열린 인크루트 스타리그의 결승전에 앞서 오랜만에 팬들 앞에 모습을 드러냈다.
2010년에 들어 스타크래프트2 선수가 되었으며 GSL(글로벌 스타 리그)에 참가하기 위해 한국에 다시 들렀다. 그러나 GSL 64강 진출은 좌절되었다.
2012년 마지막 스타크래프트 1 리그인 Tving 스타리그 2012를 관전하였다. 결승전 이전에 진행된 홍진호와 임요환 간의 친선경기 와중에 베르트랑 그로스펠리에와 함께 앉아 있는 것이 포착되었다.
외국인 최초로 한국 e스포츠 스타크래프트 명예의 전당에 헌액되었다.
2015년 12월 21일 JTBC 뉴스룸에 출연해 손석희 앵커와 블리자드 대표 마이클 모하임의 인터뷰에 참여했다.
2017년 7월 30일 GG투게더(부산광역시 광안리해수욕장) 행사에서 블리자드 엔터테인먼트 직원 국기봉과의 경기가 펼쳐졌다.

## 학력
- 이화여자대학교 외국인 어학당
- University de Sherbrooke

## 방송 출연

### 드라마
- 《선암여고 탐정단》 (2015년, JTBC)
- 《썸남》 (2017년, 웹드라마) - 고든 역

### 텔레비전 프로그램
- 체험 삶의 현장 (2002년, KBS1)
- 비정상회담 (2014년, JTBC)
- 한국기행 (2015년, EBS1)
- 내 친구의 집은 어디인가 (2015년, JTBC)
- 님과 함께 시즌2 - 최고의 사랑 (2015년, JTBC)
- 이웃집 찰스 (2017년, KBS1)
- 뭉쳐야 뜬다 (2018년, JTBC)
- 비디오스타 (2018년, MBC every 1)

## 수상 경력
메이저 개인리그 우승 1회
1999년 ~ 2000년
- 1999년 블리자드 월드 챔피언십 토너먼트 우승 (3:0 김창선)
- 1999년 i2e2 인비테이셔널 1vs1 토너먼트 우승
- 1999년 스포츠서울배 개인전 준우승
- 1999년 PGL 시즌3 샌프란시스코 대회 3위
- 1999년 PGL 시즌4 뉴욕 대회 우승
- 1999년 프랑스 파리 오픈 우승
- 2000년 크레지오 코넷배 스타 8인전 우승 (3:1 국기봉)
- 2000년 하나로통신배 투니버스 스타리그 우승 (3:2 강도경)
- 2000년 SBS배 프로게이머 코리아 오픈 우승
- 2000년 프리챌배 온게임넷 스타리그 8강
- 2000년 슬기방 초청전 우승
- 2000년 온게임넷 왕중왕전 2000 우승 (3:2 국기봉)
- 2000년 코리아 e스포츠 챔피언십 KUF 부문 4강

2001년 ~ 2003년
- 2001년 크레지오 종족별 최강자전 준우승 (3:4 최인규)
- 2001년 한빛소프트배 온게임넷 스타리그 3위
- 2001년 온게임넷 Last 1.07 특별전 준우승 (0:3 임요환)
- 2001년 SKY배 온게임넷 스타리그 2001 16강
- 2001년 WCG 2001 캐나다 국가대표 선발전 스타크래프트 부문 우승
- 2002년 2002 KPGA 1차리그 16강
- 2002년 GhemTV 1차 스타리그 준우승 (0:3 한웅렬)
- 2002년 GhemTV 2차 스타리그 16강
- 2002년 WCG 2002 캐나다 국가대표 선발전 스타크래프트 부문 우승
- 2002년 WCG 2002 그랜드 파이널 스타크래프트 부문 7위
- 2003년 스타우트배 Again 2000 우승 (2:0 송병석)
- 2003년 WCG 2003 그랜드 파이널 스타크래프트 부문 3위(동메달)
- 2003년 iTV 랭킹전 6차리그 4위

2012년
- 2012년 e스포츠 명예의 전당 헌액

## 같이 보기
- 스타크래프트 리그